# St. Marien (Gillrath)

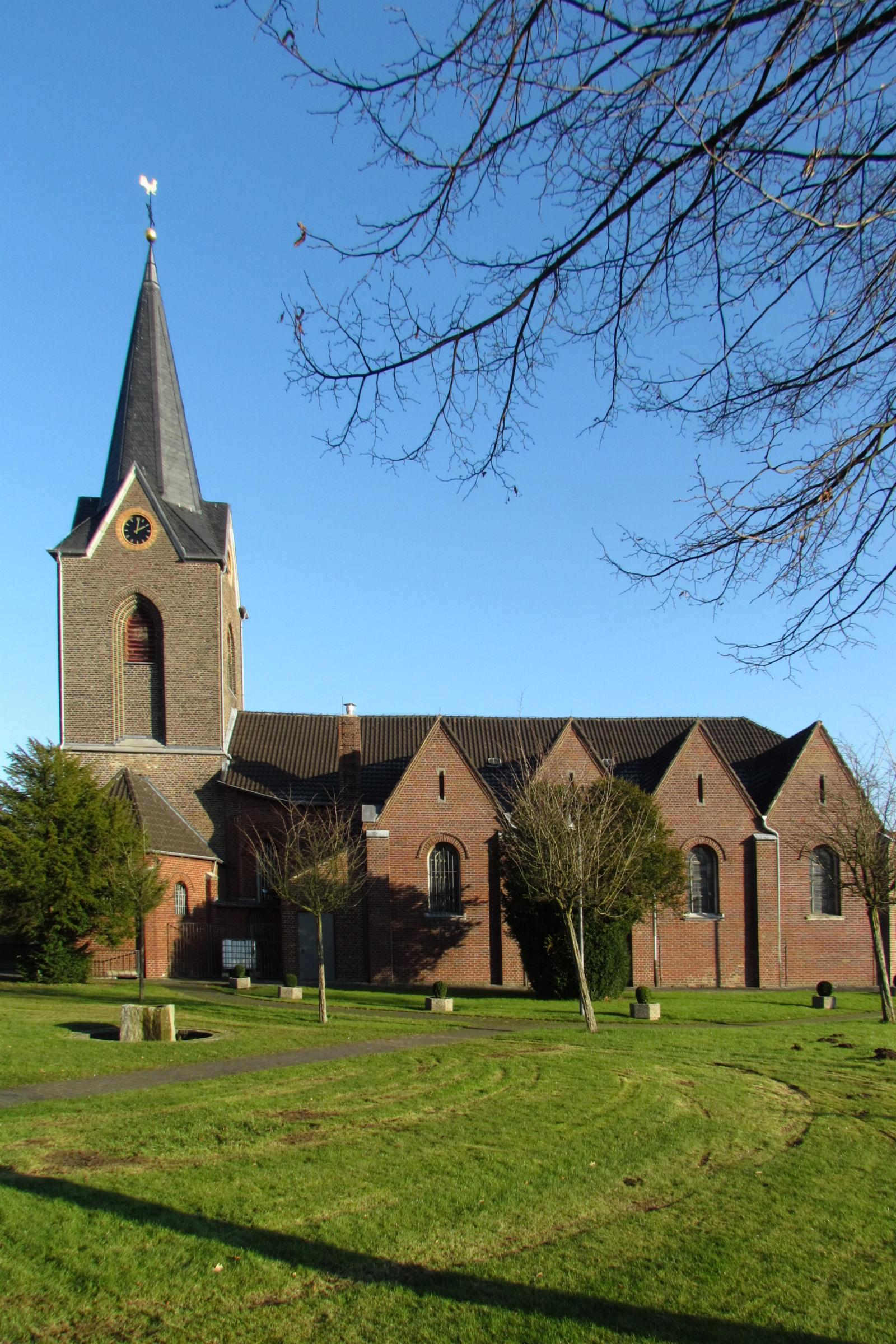

Die römisch-katholische Kirche St. Mariä Namen hat ihren Standort im Ortsteil Gillrath in der Stadt Geilenkirchen in Nordrhein-Westfalen.

## Lage
Die dreischiffige Kirche ist der Mittelpunkt des Ortes Gillrath und bildet das religiöse Zentrum für die umliegenden Ortschaften Hatterath, Nierstraß und Panneschopp.

## Geschichte
Die erste Kapelle wurde im Jahr 1782 errichtet. Um 1790 baute man eine einschiffige Saalkirche mit dreiseitigem Chor. 1846 wurde ein Turm angebaut der 1878 einen neuen Helm erhielt. Am 12. Juni 1851 war die feierliche Weihe der Kirche. Nach dem Ersten Weltkrieg wurde eine Erweiterung der Kirche notwendig und so wurden die Pläne von Eduard Endler aus Köln umgesetzt und die Kirche vergrößert. 1954 wurde die Rückwand des Chores von Peter Anton Weber aus Düsseldorf mit der Darstellung Maria im Kranz der Engel ausgemalt. Nach einer Renovierung wurde am 16. Oktober 1976 ein neuer Altar geweiht. Im Jahre 2013 wurde die Turmspitze erneuert.

## Architektur
Die Kirche ist ein dreischiffiger Backsteinbau, der nach den Plänen von Eduard Endler aus Köln nach 1922 erweitert wurde. Die Kirche besteht aus vier Joche mit einem dreiseitig geschlossenen Chor. Dahinter steht ein zweigeschossiger Turm. Die vier Joche der Seitenschiffe haben Pultdächer. In Innern der Kirche sind Tonnengewölbe vorhanden.

## Ausstattung
- Die Orgel mit 17 Registern und mechanischer Traktur aus dem Jahre 1962 wurde von der Fa. Heinz Wilbrand aus Übach-Palenberg gebaut.
- Im Kirchturm befinden sich Glocken aus den Jahren 1928 und 1954.
- Am Kirchturm ist eine Turmuhr eingebaut.
- Rokokoaltar mit Tabernakelaufbau, Zelebrationsaltar aus Stein, Verkündigungspult, mehrere Heiligenfiguren
- Buntverglasung[2]

## Glocken
Im Jahr 1927 goss die renommierte Glockengießerei Otto aus Hemelingen/Bremen drei Bronzeglocken für die Marienkirche in Gillrath mit den Schlagtönen: d' – f' – g' und einem Gesamtgewicht von 3,4 Tonnen. Nur die kleine h'-Glocke hat die Glockenbeschlagnahme des Zweiten Weltkrieges überlegt. Die beiden größeren Glocken wurden eingeschmolzen. 1954 schaffte die Gemeinde zwei Stahlglocken an, die in einem eventuellen neuen Krieg nicht wieder beschlagnahmt würden. So hängen heute im Turm der Marienkirche wie bei vielen anderen Geläuten auch alte Bronzeglocken neben jüngeren Stahlglocken.
1.Christkönigglocke.....d'+/-0...Bochumer Verein..............1954...1250 kg...1517 mm
2.Marienglocke.............f'+/-0...Bochumer Verein..............1954...770 kg....1268 mm
3.Josefsglocke.............g'+4.....Fa.Otto, Bremen-Hemelingen...1927...712 kg....1028 mm
Motiv: TeDeum